# Anukorn Sangrum
Anukorn Sangrum (tiếng Thái: อนุกรณ์ สางรัมย์, sinh ngày 2 tháng 10 năm 1984), còn được biết với tên đơn giản Fang (tiếng Thái: ฟ่าง) là một cầu thủ bóng đá người Thái Lan thi đấu ở vị trí tiền vệ cho câu lạc bộ ở Thai League 2 Rayong.

## Câu lạc bộ
Senior
| Năm       | Câu lạc bộ      | Giải đấu                                 |
| --------- | --------------- | ---------------------------------------- |
| 2009-2010 | Buriram         | Regional League Division 2               |
| 2011      | Phattalung      | Regional League Division 2               |
| 2012      | Phattalung      | Giải bóng đá hạng nhất quốc gia Thái Lan |
| 2013      | Rayong          | Giải bóng đá hạng nhất quốc gia Thái Lan |
| 2014      | Krabi           | Giải bóng đá hạng nhất quốc gia Thái Lan |
| 2015      | Ubon UMT United | Regional League Division 2               |

## Danh hiệu

### Câu lạc bộ
Buriram
- Regional League Division 2: 2010

Ubon UMT United
- Regional League Division 2: 2015